# Akaki Ckarozia
Akaki Ckarozia, gruz. აკაკი წყაროზია, ukr. Акакі Торнікевич Цкарозія, Akaki Tornikewycz Ckarozija (ur. 2 sierpnia 1988 roku w Tbilisi, Gruzińska SRR) – gruziński piłkarz, grający na pozycji pomocnika. Posiada także obywatelstwo ukraińskie.

## Kariera piłkarska

### Kariera klubowa
W 2002 jego rodzice wyjechali na stałe do Sankt-Petersburga. W 2006 rozpoczął karierę piłkarską w drużynie juniorskiej Znamia Truda Oriechowo-Zujewo, a w 2007 debiutował w pierwszym składzie Maszuka Piatigorsk. Na krótko powrócił do Lokomotiwi Tbilisi, ale wkrótce wyjechał do Serbii, gdzie bronił barw drugoligowych klubów FK Sinđelić Belgrad i FK Bežanija. Latem 2009 powrócił do Gruzji, gdzie został piłkarzem SK Samtredia. Podczas przerwy zimowej sezonu 2009/10 był na testach w Zorii Ługańsk, ale podpisał kontrakt z Prykarpattią Iwano-Frankiwsk. Na początku 2011 przeszedł do słowackiego klubu FK Bodva Moldava nad Bodvou. Latem 2013 powrócił do Gruzji, gdzie przez sezon występował w WIT Georgia Tbilisi. Latem 2014 zasilił skład Merani Martwili.